# Robert R. Livingston
Robert R. Livingston (New York, 27 novembre 1746 – Clermont, 26 febbraio 1813) è stato un avvocato, politico e diplomatico statunitense originario dello stato di New York.

## Biografia
Robert R. Livingston era il primogenito di nove figli del giudice Robert Livingston (1718-1775) e di sua moglie Margaret Beekman Livingston. Da giovane fu iscritto dal padre al King's College, l'odierna Columbia University. Il 9 settembre 1770 sposò Mary Stevens, figlia del deputato John Stevens. La coppia si trasferì di seguito a Clermont, dove Livingston fece costruire la sua casa che chiamò Belvedere, ma nel 1777 la tenuta fu distrutta dalle forze armate inglesi. Nel 1794 Livingston fece costruire una nuova casa che chiamò New Clermont, che però fu successivamente ribattezzata Arryl House.
Livingston fu uno dei membri della commissione dei cinque che stilarono la dichiarazione d'indipendenza. Dal 1777 al 1801 fu il primo cancelliere dello stato di New York, divenendo comunemente noto con il soprannome di "Il Cancelliere", soprannome che mantenne anche dopo aver terminato il suo mandato. Fu anche Ministro degli esteri dal 1781 al 1783. Nel 1789 come cancelliere dello stato di New York fu colui che investì George Washington della carica di primo Presidente degli Stati Uniti nel 1789 presso la Federal Hall.
Nel 1789 divenne membro del Partito Democratico-Repubblicano di Jefferson. Divenne quindi anche un alleato del suo rivale George Clinton. Nel 1798 si ricandidò come governatore dello Stato di New York ma fu sconfitto da John Jay. Infine inviato come ambasciatore in Francia fu il principale artefice delle trattative inerenti al Louisiana Purchase, tramite le quali gli Stati Uniti raddoppiarono la propria superficie territoriale acquistando dalla Francia le colonie che aveva in Nord America. Massone, fu il primo Gran maestro della Gran Loggia dello stato di New York dal 1784 al 1801. Dopo la sua morte, il 26 febbraio 1813, fu sepolto a Tivoli nello Stato di New York.